# 田原郵便局
田原郵便局（たはらゆうびんきょく）
- 愛知県田原市にある郵便局。本記事にて記述する。
- 和歌山県東牟婁郡串本町にある郵便局。局番号は47093。
- 広島県呉市にある郵便局。局番号は51269。

田原郵便局（たばるゆうびんきょく）
- 宮崎県西臼杵郡高千穂町にある郵便局。局番号は73053。

田原簡易郵便局（たわらかんいゆうびんきょく）
- 大阪府四條畷市にある簡易郵便局。局番号は41805。
- 岩手県奥州市にある簡易郵便局。局番号は83704。

田原郵便局（たはらゆうびんきょく）は愛知県田原市田原町にある郵便局。民営化前の分類では集配普通郵便局であった。

## 概要
- 住所：〒441-3499・愛知県田原市田原町清谷84-6

## 沿革
- 1873年（明治6年） - 開局[1][2]。
- 1875年（明治8年）1月1日 - 田原郵便局（五等）となる[3]。
- 1876年（明治9年）3月19日 - 為替取扱を開始。
- 1879年（明治12年）4月20日 - 貯金取扱を開始。
- 1897年（明治30年）1月16日 - 田原郵便電信局となる。
- 1903年（明治36年）4月1日 - 通信官署官制の施行に伴い田原郵便局となる。
- 1954年（昭和29年）11月8日 - 電気通信業務を田原電報電話局に移管[4]。
- 1956年（昭和31年）9月1日 - 電話通話および和文電報受付事務の取扱を開始。
- 1956年（昭和31年）10月1日 - 野田郵便局[5]および神戸郵便局から集配業務を移管。
- 1960年（昭和35年）12月15日 - 特定郵便局から普通郵便局に局種別改定。
- 1999年（平成11年） - 外国通貨の両替および旅行小切手の売買に関する業務取扱を開始。
- 2007年（平成19年）10月1日 - 民営化に伴い、併設された郵便事業田原支店に一部業務を移管。
- 2012年（平成24年）10月1日 - 日本郵便株式会社の発足に伴い、郵便事業田原支店を田原郵便局に統合。
- 2017年（平成29年）10月30日 - 赤羽根郵便局から集配業務を移管。

## 取扱内容
- 郵便、印紙、ゆうパック、内容証明
- 貯金、為替、振替、振込、国際送金、外貨両替・トラベラーズチェック、国債、投資信託
- 生命保険、バイク自賠責保険、自動車保険
- ゆうちょ銀行ATM
- 「441-34xx」「441-35xx」区域（田原市（旧渥美郡田原町、赤羽根町域））の集配業務
- ゆうゆう窓口

## 周辺
- 田原市役所
- 豊川保健所田原支所
- 国道259号

## アクセス
- 豊橋鉄道渥美線 三河田原駅から徒歩で約8分。
- 豊鉄バス「田原市役所前」バス停下車。
- 田原市ぐるりんバス「市役所前」バス停下車。
- 駐車場あり：30台